# مگزین
مگزین(به انگلیسی: Magazine)نام گروه پست-پانک انگلیسی است که از ۱۹۷۷ تا ۱۹۸۱ فعال بوده‌است و در سال ۲۰۰۹ دوباره فعالیت خود را از سر گرفته‌است. اولین تک‌آهنگ آنها "Shot by Both Sides" هنوز به عنوان اثری کلاسیک شناخته می‌شود و اولین آلبوم آنها Real Life یکی از بهترین آلبوم‌های تاریخ موسیقی است. مگزین توسط هاوارد دیوت و زمانی که او از گروه پانک راک بازکاکز جدا شد، تشکیل شد. دیوت تصمیم گرفته بود که گروهی تجربی‌تر و کمتر پانک ایجاد کند. مگزین بعدها الهام بخش تعداد زیادی از گروه‌های راک شد.

## آلبوم‌ها

### آلبوم‌های استودیویی
- Real Life ۱۹۷۸
- Secondhand Daylight ۱۹۷۹
- The Correct Use of Soap ۱۹۸۰
- Magic, Murder and the Weather ۱۹۸۱